# میل می-۱
میل می-۱ (نام گزارش شده توسط USAF /DoD «تایپ ۳۲»، نام گزارش شده توسط ناتو "Hare") یک بالگرد سبک سه یا چهار صندلی ساخت شوروی بود. این اولین هلیکوپتر شوروی بود که وارد تولید انبوه شد. این بالگرد با یک موتور شعاعی ۵۷۵ اسب بخار (۴۲۹ کیلووات) Ivchenko AI-26V تغذیه می‌شد. این هواپیما در سال ۱۹۵۰ وارد خدمت شد و اولین بار در روز هوانوردی شوروی در سال ۱۹۵۱، در توشینو مشاهده شد و به مدت ۱۶ سال تولید می‌شد. بیش از ۱۰۰۰ دستگاه از آن در اتحاد جماهیر شوروی و ۱۵۹۴ دستگاه در لهستان به عنوان SM-1 ساخته شد.

## مشخصات (میل می-۱)

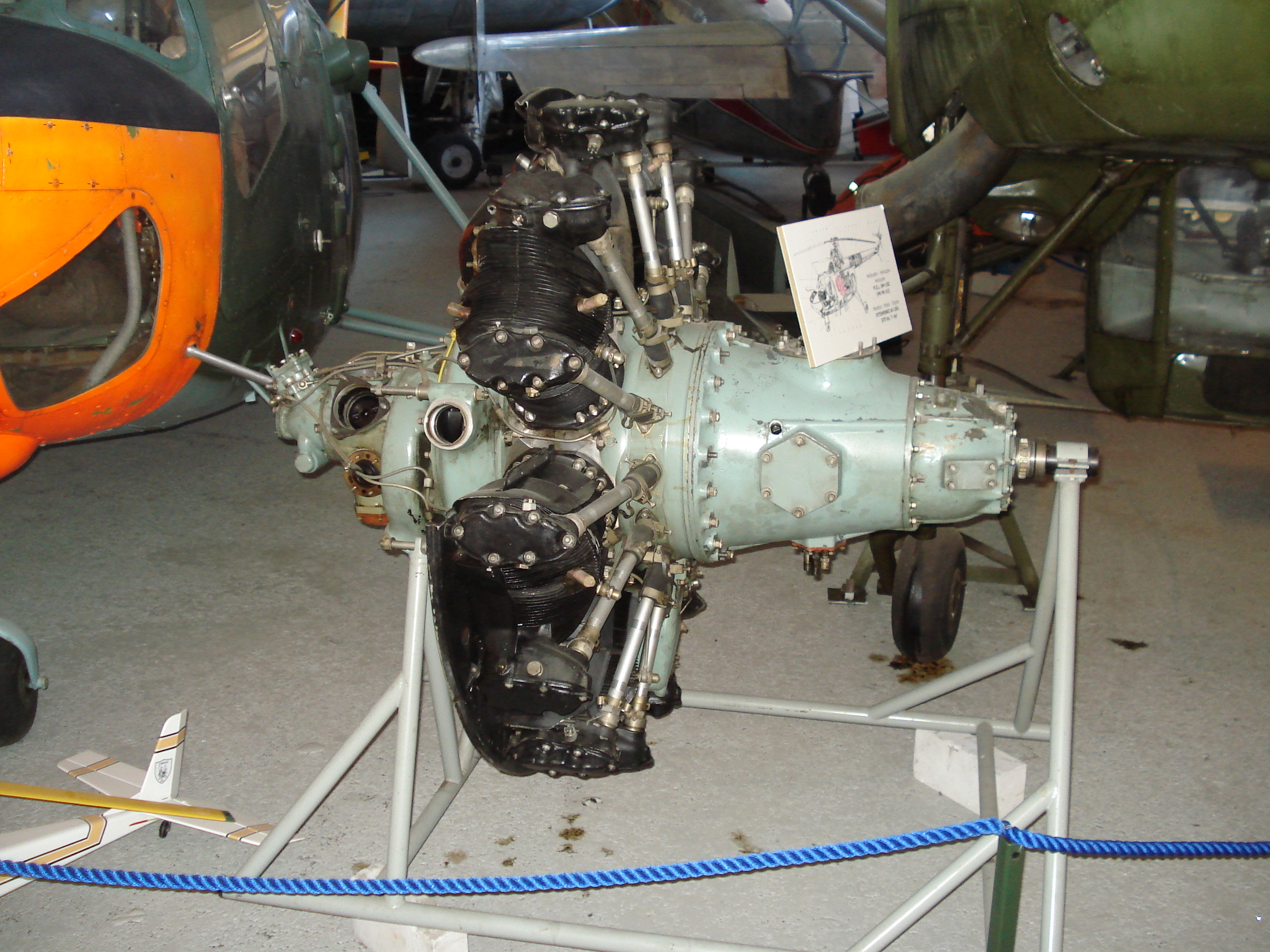
موتور Ivchenko AI-26 V ساخت لهستان برای نسخه SM-1

داده‌ها از 
ویژگی‌های عمومی
- خدمه: ۱
- ظرفیت: ۲ مسافر یا ۲۵۵ کیلوگرم (۵۶۲ پوند) محموله
- طول: ۱۲٫۰۹ متر (۳۹ فوت ۸ اینچ)
- ارتفاع: ۳٫۳ متر (۱۰ فوت ۱۰ اینچ)
- وزن خالی: ۱٬۷۰۰ کیلوگرم (۳٬۷۴۸ پوند)
- وزن ناخالص: ۲٬۱۴۰ کیلوگرم (۴٬۷۱۸ پوند)
- بیشترین وزن برخاست: ۲٬۳۳۰ کیلوگرم (۵٬۱۳۷ پوند)
- پیشرانه: ۱ عدد  موتور Ivchenko AI-26V، ۴۲۹ کیلووات (۵۷۵ اسب بخار)
- قطر روتور اصلی:  ۱۴٫۳۵ متر (۴۷ فوت ۱ اینچ)
- مساحت روتور اصلی: ۱۶۱٫۷ متر مربع (۱٬۷۴۱ فوت مربع)

عملکرد
- حداکثر سرعت: ۱۸۵ کیلومتر بر ساعت (۱۱۵ مایل بر ساعت، ۱۰۰ گره)
- بُرد: ۴۳۰ کیلومتر (۲۷۰ مایل، ۲۳۰ مایل دریایی)
- حداکثر ارتفاع: ۳٬۵۰۰ متر (۱۱٬۵۰۰ فوت)
- نرخ صعود: ۵٫۳ متر بر ثانیه (۱٬۰۴۰ فوت بر دقیقه)
- بارگیری دیسک: ۱۳ کیلوگرم بر متر مربع (۲٫۷ پوند بر فوت مربع)
- توان به وزن|توان/جرم: ۰٫۲۰ kilowatts per kilogram (۰٫۱۲ horsepower per pound)